# اچ‌ام‌اس سرچر (دی۴۰)
اچ‌ام‌اس سرچر (دی۴۰) (به انگلیسی: HMS Searcher (D40)) یک کشتی بود که طول آن ۴۹۱ فوت ۶ اینچ (۱۴۹٫۸۱ متر) بود. این کشتی در سال ۱۹۴۲ ساخته شد.